# Gumuscane (província)
Gumuscane (em turco: Gümüşhane) é uma província do norte da Turquia, situada na região do Mar Negro, com capital na cidade homónima. Tem 6 668 km² de área e em dezembro de 2021 tinha 150 119 habitantes (densidade: 22,5 hab./km²).